# Alfred Proksch
Alfred Proksch, né le 11 décembre 1908 à Vienne et mort le 3 janvier 2011, est un athlète autrichien et designer graphique.
Il a participé notamment aux Jeux olympiques d'été de 1936 au saut à la perche.